# Краковский, Владимир Лазаревич
Владимир Лазаревич Краковский (19 сентября 1930, Бирзула, Молдавская АССР — 12 октября 2017, Владимир, Россия) — советский, затем российский писатель и журналист.
Член Союза писателей СССР (1963), председатель правления Владимирского отделения Союза российских писателей (1993).

## Биография
Родился в Бирзуле (ныне Подольск, Одесская область Украины). Учился в Рижском и Харьковском университетах, в 1956 году окончил факультет журналистики Киевского университета. С 1957 по 1958 год работал в рижской газете «Советская молодежь». Работал в газетах Белгорода (1952), Риги (1957—1958), Владимира (1958—1962). В 1958 году приехал в город Владимир и до 1962 года работал журналистом в газете «Комсомольская искра». С 1972 года руководил молодежной Литературной студией, многие из членов которой стали профессиональными писателями. 
В 1983 году в издательстве «Советский писатель» выходит роман «День творения», который спровоцировал немало шума. Владимира Краковского обвинили в творческом инакомыслии и в антисоветчине, книгу изъяли из библиотек, автору запретили выступать перед читателями. 
С 1993 года являлся председателем правления Владимирского отделения Союза российских писателей.
Рассказы и повести Владимира Краковского публиковались в журналах «Юность», «Звезда», «Октябрь», «Нева».
4 октября 2018 года на видеохостинге youtube был опубликован фильм о писателе — киноповесть «Владимир Краковский. Жизнеописание», автор - Антон Ефимов. 

## Произведения

#### Романы
- День творения (1983)
- Допущенные в люди (2015)

#### Сборники
- Метеорит Долгая Лужа (1961)
- Бунт зеленолицых (1965)
- В тихом омуте (1974)
- Два сердца (1980)
- Очень красное яблоко (2006)
- Краткости (2011)

#### Повести
- Письма Саши Бунина (1962)
- Возвращение к горизонту (1963)
- Какая у вас улыбка! (1972)
- Лето текущего года (1973)
- Наисчастливейшие времена (1995)
- Татьямба (1996)
- Один над нами рок (1999)
- Курьез стохастики (1999)

#### Рассказы
- Снежный автопортрет (1961)
- Бунт зеленолицых (1961)
- Степка-американец (1961)
- Метеорит Долгая Лужа (1961)
- Рюмочка (1961)
- Гиря (1961)
- Жучка (1965)
- В зной Жучка (1965)
- Бабушка Луша (1965)
- В. Милосская (1965)
- Два сердца (1965)
- Степкин овраг (1965)
- Последний новосел (1965)
- В зной (1974)
- В тихом омуте (1974)
- Право выбора (1980)
- Четыре очень быстрых выстрела (1991)

## Экранизации
- Кто придумал колесо? (СССР, 1966) — по повести «Возвращение к горизонту»
- Какая у вас улыбка (СССР, 1974) — по одноименной повести
- Погода на август (СССР, 1983) — по повести «Лето текущего года».